# Stupnički Obrež
Stupnički Obrež is een plaats in de gemeente Stupnik in de Kroatische provincie Zagreb. De plaats telt 246 inwoners (2001).